# Escola Diplomàtica
|  | Per a altres significats, vegeu «Escola Superior de Diplomàtica». |

L'Escola Diplomàtica és una institució pública depenent del Ministeri d'Afers Exteriors i de Cooperació d'Espanya. Està situada al Passeig de Juan XXIII, 5 (C.P. 28040), al barri de Ciutat Universitària de la ciutat de Madrid.

## Fundació i Activitats
Va ser creada l'any 1942 a iniciativa de la Societat d'Estudis Internacionals (SEI) i la seva principal comesa és la formació de funcionaris diplomàtics espanyols en pràctiques. Així mateix, l'Escola Diplomàtica posseeix una important oferta formativa per a postgraduats espanyols i estrangers.

## Màster
L'Escola organitza anualment, des de fa més de trenta anys, un màster en relacions internacionals en col·laboració amb les principals universitats espanyoles, entre elles la Universitat Complutense de Madrid. Anteriorment el màster es titulava Curs d'Estudis Internacionals. El màster reuneix tant a estudiants espanyols, com a estrangers, i imparteix una formació general enfocada cap a les relacions internacionals, abastant des de Dret Internacional fins a Història, passant per Economia, Sociologia, Unió Europea i idiomes.

## Cursos
L'Escola Diplomàtica organitza, a part del Curs selectiu per a funcionaris en pràctiques de la Carrera Diplomàtica, entre d'altres, els següents cursos:
- Curs sobre la Unió Europea (Diploma en Comunitats Europees).
- Curs de Protocol en col·laboració amb la Universitat d'Oviedo i l'Escola d'Administració pública de la Generalitat de Catalunya, dirigit per Felio A. Vilarrubias.
- Curso Islam.
- Curs Drets Humans.

SS. MM. els Reis d'Espanya assisteixen cada any a la clausura del curs acadèmic de l'Escola Diplomàtica juntament amb el Ministre d'Afers exteriors.

## Director-Ambaixador
Directors de l'Escola Diplomàtica des de 1942:
- Emilio de Palacios y Fau (1942-1946)
- José María Doussinague y Teixidor (1946-1949)
- Juan Francisco de Cárdenas y Rodríguez de Rivas (1950-1957)
- Cristóbal del Castillo y Campos (1957-1958)
- Emilio de Navasqüés y Ruiz de Velasco, comte de Navasqüés (1950-1972)
- Juan José Rovira y Sánchez-Herrero (1973-1974)
- Gonzalo Fernández de la Mora y Mon (1976)
- José Antonio Giménez-Arnau y Gran (1976-1979)
- José María Moro Martín-Montalvo (1979-1983)
- Juan Ignacio Tena Ybarra (1983-1985)
- Miguel Ángel Ochoa Brun (1985-1991)
- Ramón Armengod López (1991-1994)
- Josep Coderch i Planas (1994‐1996)
- Mariano Ucelay de Montero (1996-1999)
- José María Velo de Antelo (1999-2002)
- María Isabel Vicandi Plaza (2002-2003)
- Antonio Cosano Pérez (2003-2004)
- Andrés Collado González (2004-2007)
- Ignacio Sagaz Temprano (2007-2009)
- José Antonio Martínez de Villareal Baena (2009-2012)
- José Luis de la Peña Vela (2012-

## Alumni
Entre els seus antics alumnes cal destacar a les següents personalitats: Miguel Ángel Moratinos, Ministre d'Afers exteriors i Cooperació (2004-2010); Carlos Westendorp, Ministre d'Afers exteriors (1995-1996); Fernando Morán, Ministre d'Afers exteriors (1982-1985); Gustavo de Arístegui, diputat del Partit Popular; Jorge Moragas, diputat del Partit Popular; Santiago de Mora-Figueroa y Williams, Marquès de Tamarón, escriptor i ExDirector del Institut Cervantes; Fernando Schwartz, novel·lista; José María Ridao, escriptor i periodista; pare Apel·lis, advocat i periodista; Isabel Sartorius, aristòcrata.

## Professorat
El professorat de l'Escola està integrat tant per diplomàtics i funcionaris en actiu, com per acadèmics de prestigi. Entre els seus professors il·lustres es troben:
- José Antonio Alonso Rodríguez
- Celestino del Arenal
- Miguel Ángel Ballesteros
- Cástor Díaz Barrado
- Concepción Escobar
- José María Espinar Vicente
- Carlos Fernández Liesa
- Guadalupe Gómez-Ferrer
- Victoria López-Cordón
- Carlos Moreiro González
- Gustavo Palomares Lerma
- Juan Carlos Pereira Castañares
- Manuel Pérez González
- José Antonio Sanahuja

## Intèrprets jurats
A la seva seu tenen lloc els exàmens anuals d'Intèrpret jurat, de l'Oficina d'intèrprets jurats del Ministeri d'Afers Exteriors d'Espanya.

## Uns altres
En les seves instal·lacions tenen la seva seu l'Associació Espanyola de Professors de Dret Internacional i Relacions Internacionals (AEPDIRI) i la Comissió Espanyola de Cooperació amb la Unesco. Existeix també l'Associació d'antics alumnes de l'Escola diplomàtica.